# Le Miracle de saint Bonaventure
Le Miracle de saint Bonaventure est un tableau peint par François Lombard en 1639 exposé dans la basilique Saint-Bonaventure de Lyon.